# Alchemilla sprucei
Alchemilla sprucei é uma espécie de rosácea do gênero Alchemilla, pertencente à família Rosaceae.